# Circ Màxim

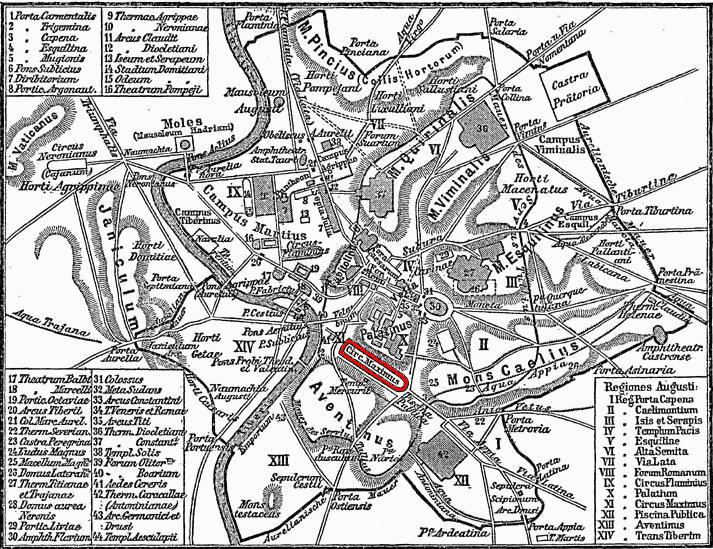
Localització del Circ Màxim en l'antiga Roma-

El Circ Màxim de Roma és una construcció monumental on s'hi durien a terme les curses de bigues i quadrigues. Amb la construcció del Circ Màxim es va aconseguir l'estructura necessària per satisfer l'experiència més desenvolupada d'espectacle en el món romà. L'experiència del circ, i de l'oci en general en el món romà, anava molt lligada a la funció política i cívica que emprenien els emperadors. És per aquesta raó que el 46 aC Cèsar ja va emprendre la construcció d'aquest enorme edifici, i que es va acabar al segle ii en època de l'emperador Trajà.
L'edifici ha estat estudiat de manera parcial, però se n'ha pogut fer una reconstrucció aproximada gràcies a la informació aportada per nombroses fons escrites de l'època i, sobretot a través de les representacions figuratives de la Forma Ubis Severiana i del Mosaic de Luni.
La utilització de la vall entre el turó del Palatí i l'Aventí per a les curses de carros es remunta a èpoques molt antigues. El Circ Màxim com a entitat autònoma data de l'època de Tarquini, però no agafa personalitat fins a l'època republicana, i no serà fins l'arribada de Cèsar quan el monumentalitzarà, tot i que encara, en bona part, de fusta. Després d'un incendi i de la seva destrucció al segle i, va ser necessària la seva reconstrucció integral, empresa per Domicià i acabada el 103 dC per Trajà.
El Circ Màxim, en època de Trajà, era una construcció monumental de 600 metres d'allargada, sumptuosament decorat pels tallers imperials del Palatí. Tenia un aforament de 385.000 persones. La seva estructura es basava en unes amplies grades recolzades sobre subestructures. Les cavea eren deambulatoris longitudinals a diferents alçades, amb fornícules repetides a ritme constant, que permetien l'accés als diferents maeniana: galeries i balcons per als espectadors – mitjançant rampes i escales. L'edifici estava  constituït per tres plantes en alçat, tal com es pot observar en les monedes de Trajà i Caracalla, d'època Imperial. La part inferior es tractava d'un porticat de pilastres. I els pisos superiors estaven rematats amb lesenes i finestres. L'estructura muraria conservada és principalment de rajols, amb excepció d'algunes parts de tova calcària o travertí d'època republicana. Segurament el circ estava revestit de marbre. Cal tenir en compte en tot moment que l'orografia del terreny, ja que com hem dit l'edifici s'erigia sobre una vall, per tant l'arena es trobava a una quota nivell inferior que el terreny que envoltava el circ, tal com s'observa avui dia.
Sobre la grada situada a la banda del Palatí s'hi trobava el pulvinar, on es disposaven les imatges dels déus i a vegades també l'emperador. Aquestes imatges apareixen en algunes representacions, com el mosaic de Luni i la gemma de Ginebra. El pulvinar se situava a la zona més alta de la grada, projectant la seva visibilitat directa i de manera neta cap a l'arena. Tenia un aspecte de templet hexàstil amb columnes corínties i dotat de tres absidioles a la part posterior. A la banda de l'Aventí hi hauria hagut el Temple del Sol, també visible en alguna moneda, a la gemma de Ginebra i al relleu Maffei. Aquesta part del circ avui ens resultat totalment desconeguda perquè no s'ha excavat, on també s'hi hauria sigut el tribunal dels jutges.
A la graderia nord hi havia l'estructura de les carceres, on els carros de cavalls dels aurigues es preparaven abans de sortir. Es tractaven de dotze estables dividits en dos grups de sis. Entre tots dos grups hi havia la porta pompae, utilitzada per a l'entrada en processó amb què s'iniciaven els jocs. Les carceres estaven disposades en corba, expressament dissenyada per garantir la condició anàloga en la sortida dels concursants. S'obrien simultàniament a partir d'un mecanisme.
La pista estava dotada d'un sistema de drenatge d'aigua molt eficaç mitjançant dues capes sobreposades de notable guix de densos fragments de ceràmica recoberts de sorra. Al centre de l'arena hi havia l'spina, disposada en la distància necessària respectes les cavea -graderies- perquè hi poguessin circular les quadrigues. Servia com a franja divisòria de l'arena. Tenia una basament d'uns dotze metres de llarg. Era una estructura més complexa del que sembla, amb un dipòsit d'aigua al centre: l'anomenat euripus, columnes, templets, escultures i un obelisc central. A l'extrem de l'spina hi havia les metae.
L'experta K.M.D Dunbabin, assenyala que es disposa d'una gran quantitat de proves que ens permeten per una interpretació simbòlica identificant els diferents elements del circ amb l'univers i l'astrologia. Considera que el circ és una representació en miniatura de l'univers. Els diferents edificis del circ tenien intrínsec un simbolisme cosmològic. L'euripus representaria el mar. I el circ formaria el circulus anni: els mesos i els diferents signes dels zoodíac. Les set voltes de la cursa, es vincularien amb els set dies de la setmana, o el set planetes (considerats en la cosmologia antiga). El carro representaria el carro d'Hèl·lios, quan es tracta d'una quadriga – quatre cavalls –, o Minerva, quan es tractava d'una biga – dos cavalls –. Les quatre faccions – albata, russata, prasina, veneta – simbolitzarien les quatre estacions o els quatre elements, i estarien consagrades cadascuna a un determinat déu o deessa. Dunbabin defensa que aquesta concepció d'una connexió entre el circ i l'astrologia de l'univers era coneguda i acceptada per diferents escriptors com Malalas, Lydus, Casidor, Isidor de Sevilla, com també explícita en el poema de circensibus conservat a l'Antologia Palatina. Creu que aquesta concepció hauria sorgit del tractat Ludica Historia de Suetoni i s'hauria estès a partir del segle ii.
El Circ Màxim d'època trajana és la culminació d'una llarga etapa constructiva, amb una fase fonamental inicial d'època de cesariana-augustea. Aquest llarg procés de construcció neix com a continuació de l'hipòdrom grec, amb característiques similars com la seva inserció en una vall, però s'acaba definint en el seu propi camí. Aquest procés de configuració pròpia s'inicia a la regió del Laci al llarg del segle i. A Roma s'acaba erigint però un edifici absolutament innovador, de dimensions excepcionals. El circ Màxims és un dels grans edificis d'espectacles construït en pedra, encara que es combini amb estructures de fusta. No hem de deixar de tenir present que es tractava d'una estructura polivalent en el que els antics rituals de Consualia podien conviure amb les curses de quadrigues, amb les processons triomfals i amb les caceres controlades, així com amb altres celebracions relacionades amb els ludi. El model que es crea com a resultat de tot un bagatge constructiu històric esdevé el prototip per excel·lència: el model arquitectònic i decoratiu que s'expandirà per tot l'Imperi, tal com s'ha pogut testimoniar amb les nombroses restes figuratives trobades: el mosaic del circ de Cartago, el mosaic del circ de Constantinoble, o el mosaic del circ de Bell-lloc del Pla (o de Can Pau Birol).